# Calypso (brod)
Calypso je naziv broda na kojem je radio poznati oceanograf Jacques Cousteau. Bio je posebno opremljen kao laboratorij za oceanografska istraživanja.
U početku je Calypso bio minolovac Britanske mornarice. Nakon Drugog svjetskog rata prenamijenjen je u trajekt između Malte i otoka Gozo, a nakon toga ga je Jacques Cousteau kupio i prenamijenio u svoj istraživački brod.

## Vanjske poveznice
|  | Zajednički poslužitelj ima još gradiva o temi Calypso (brod) |